# 双日テックイノベーション
双日テックイノベーション株式会社（そうじつテックイノベーション、Sojitz Tech-Innovation Co., Ltd.）は、東京都千代田区に本社を置く双日グループのICT中核事業会社である。旧社名は日商エレクトロニクス株式会社。
1990年3月、東京証券取引所二部に株式を上場し、2000年9月、東京証券取引所一部に鞍替えをしたが、2009年8月、双日による完全子会社を目的とした友好的TOBにより上場廃止になった。

## 沿革
- 1969年（昭和44年）2月 - 日商岩井（現・双日）の100%出資により設立。
- 1985年（昭和60年）5月 - 東京都中央区築地に本社を移転。
- 1990年（平成2年）3月 - 東京証券取引所2部に上場。
- 2000年（平成12年）9月 - 東京証券取引所1部に上場。
- 2005年（平成17年）6月 - 日商テクノシステム株式会社を吸収合併。
- 2008年（平成20年）10月 - 技術サービスセンター「NETFrontier Center」を開設。
- 2009年（平成21年）8月 - 双日による友好的TOBにより、上場廃止。
- 2012年（平成24年）
  - 3月 - 双日の完全子会社となる。
  - 7月 - 現在地に本社を移転。
- 2013年（平成25年）4月 - エヌ・イー総合サービス株式会社を吸収合併。
- 2017年（平成29年）1月 - エヌシーアイ株式会社を吸収合併。
- 2018年（平成30年）1月 - 双日システムズ株式会社を吸収合併。
- 2019年（平成31年）2月 - 創立50周年。
- 2024年（令和6年）7月 - 双日テックイノベーション株式会社に商号変更[1]。

## 事業内容
Your Best Partnerを経営理念に掲げ、Innovation-Leading Companyをコア・バリューとしている。以下の7事業を柱に展開している。
- ICTソリューション事業
- ハイパフォーマンスネットワーク事業
- サイバーセキュリティ事業
- Software-Defined Infrastructure/ Software事業
- コンピューティング事業

1980年代にSunMicrosystems社が開発したSUNワークステーション(CPUは10MHz動作のMC68010)を販売
- ビジネスソリューション事業
- 海外事業

## 事業所
- 本社及び技術サービスセンター
  - 本社 - 東京都千代田区二番町3-5 麹町三葉ビル
  - NETFrontier Center - 東京都江東区東雲1-7-12 KDX豊洲グランスクエア8F
  - 品質管理センター - 東京都江東区枝川1-10-24 FACE-1ビル3F
- 支社
  - 関西支社 - 大阪府大阪市北区梅田3-3-10 梅田ダイビル18F
  - 中部支社 - 愛知県名古屋市中区錦2-19-1 名古屋鴻池ビル13F
- 支店
  - 中国支店 - 広島県広島市中区三川町2-6 くれしん広島ビル6F
  - 九州支店 - 福岡県福岡市中央区渡辺通5-23-8 サンライトビル4F
- 営業所
  - 北海道営業所 - 北海道札幌市中央区北3条西2-10-2 札幌HSビル9F

## 海外現地法人
- NISSHO ELECTRONICS(U.S.A)CORPORATION
- NISSHO ELECTRONICS VIETNAM COMPANY LIMITED
- P.T. NE-InfraCell Technologies